# Джалалов, Гаджимурад Багатырович
Гаджимурад Багатырович Джалалов (9 мая 1995) — российский борец греко-римского стиля, призёр чемпионата России. Мастер спорта России международного класса.

## Карьера
Является воспитанником дагестанской школы греко-римской борьбы. Выступает за ЦСКА, представляет Республики Дагестан и Мордовия. В июне 2015 года завоевал серебряную медаль на юниорском чемпионате Европы в Стамбуле. В июне 2016 года на чемпионате России в Грозном в схватке за бронзовую медаль уступил Азамату Хакулову из Москвы. В июне 2017 года во Владимире стал бронзовым призёром чемпионата России. В октябре 2020 года стало известно, что Джалилов дисквалифицирован на четыре года за нарушение антидопинговых правил. Дисквалификация спортсмена отсчитывается с 4 декабря 2019 года.

## Спортивные результаты
- Чемпионат Европы по борьбе среди юниоров 2014 — ;
- Чемпионат Европы по борьбе среди юниоров 2015 — ;
- Чемпионат России по греко-римской борьбе 2016 — 5;
- Чемпионат России по греко-римской борьбе 2017 — ;